# 九龍巴士61X線
九龍巴士61X線是香港一條由九巴營辦的新界特快巴士路線，來往屯門市中心及九龍城碼頭，途經安定邨／友愛邨、豐景園、屯門公路、龍翔道、黃大仙、鑽石山、新蒲崗、九龍城、馬頭圍及土瓜灣，是屯門區以至整個新界西北目前唯一來往九龍城、馬頭圍及土瓜灣的全日專利巴士線。
1986年初開辦，是九巴首批特快巴士路線（X線）之一，主要為來往屯門新市鎮及黃大仙區和九龍城區的市民提供服務，而隨着機場於1998年搬遷至赤鱲角，啟德發展計劃尚未全面竣工，本線客源亦略為減少。

## 歷史
- 1986年4月7日：開辦，來往屯門市中心及九龍城碼頭，是九巴首批特快路線之一（使用其時通車不久的荃灣路）。
- 約1990年至1991年：配合沿線道路改善工程，先後作出多項永久改道措施：
  - 皇珠路近友愛邨一段道路改善工程完成後，本線來回程須改用屯門鄉事會路、豐安街、海珠路、海皇路及皇珠路，並於豐安街設置巴士站；當屯門鄉事會路與海珠路交界落成啟用，便不再途經豐安街，巴士站改為設於海珠路；
  - 為配合大老山隧道及觀塘繞道工程，龍翔道東行不能直接右轉斧山道南行，本線往九龍城碼頭方向須改經蒲崗村道交匯處直接前往彩虹道。
- 1991年3月31日：九巴調整車費，全程收費增至$6.5。
- 1993年4月5日：九巴調整車費，全程收費增至$7.2。
- 1995年4月2日：九巴調整車費，全程收費增至$8.2。
- 1995年4月25日：增設空調巴士服務，空調巴士收費為$12。
- 1996年4月4日：九巴調整車費，唯空調巴士全程收費維持不變。
- 約1996年至1997年：往九龍城碼頭方向繞經龍蟠街及鳳德道並加設分站，方便鑽石山一帶的乘客。
- 1997年12月1日：九巴調整車費，全程收費增至$9（非空調）／$12.8（空調）。
- 1998年8月18日：取道新落成的青朗公路、青衣西北交匯處、長青公路、長青隧道及青葵公路，荃灣路和葵涌道祇於汀九橋實施特別交通管制期間駛經。
- 2002年10月19日：提供全線空調服務，全程收費為$11.7，分段收費維持不變。
- 2004年2月8日：屯門區總站延長至位於河傍街與仁政街交界的屯門站，擴展服務範圍至屯門新墟。
- 2007年12月2日：九廣鐵路與地下鐵路進行合併，九巴把各有關車站統稱為「鐵路站」。
- 2008年6月8日：九巴調整車費，全程收費增至$12.3。
- 2010年3月14日：配合位於杯渡路旁的屯門站公共運輸交匯處正式啟用而遷往該處。
- 2010年5月7日：往九龍城碼頭方向，於土瓜灣道近明倫街增設分站。
- 2011年5月15日：九巴調整車費，全程收費增至$12.7。
- 2012年12月26日：配合屯門公路巴士轉乘站（南行）啟用，往九龍城碼頭方向加停該站，並提供59M、61M、67M、68A轉乘本路線的轉乘優惠。[5]
- 2013年1月26日：配合屯門公路巴士轉乘站（南行）增加轉乘路線，提供58M、60M、66M轉乘本路線的轉乘優惠。[5]
- 2013年3月17日：九巴調整車費，全程收費增至$13.3。
- 2014年7月6日：九巴調整車費，全程收費增至$13.9。
- 2014年10月11日：與九巴60M線對調總站，並遷回至屯門市中心（與此同時配合九巴66M線更改路線）。
- 2015年3月21日：增設到站時間預報。[6]
- 2021年12月19日：往屯門巿中心方向增設屯匯街「屯門大會堂」站。[7]

## 服務時間及班次
| 屯門市中心開     | 屯門市中心開 | 屯門市中心開 | 九龍城碼頭開     | 九龍城碼頭開        | 九龍城碼頭開        |
| 日期             | 服務時間     | 班次（分鐘） | 日期             | 服務時間            | 班次（分鐘）        |
| ---------------- | ------------ | ------------ | ---------------- | ------------------- | ------------------- |
| 星期一至五       | 05:15        | 05:15        | 星期一至五       | 06:10               | 06:10               |
| 星期一至五       | 05:35-07:59  | 10-13        | 星期一至五       | 06:30-07:15         | 11/12               |
| 星期一至五       | 07:59-08:50  | 17           | 星期一至五       | 07:15-07:30         | 15                  |
| 星期一至五       | 08:50-10:10  | 20           | 星期一至五       | 07:30-13:30         | 20                  |
| 星期一至五       | 10:10-11:25  | 15           | 星期一至五       | 13:30-17:00         | 15                  |
| 星期一至五       | 11:25-16:25  | 20           | 星期一至五       | 17:00-18:14         | 10/11               |
| 星期一至五       | 16:25-18:55  | 15           | 星期一至五       | 18:14-18:50         | 12                  |
| 星期一至五       | 18:55-19:35  | 20           | 星期一至五       | 18:50-19:20         | 15                  |
| 星期一至五       | 19:35-23:20  | 25           | 星期一至五       | 19:20-21:00         | 20                  |
|                  |              |              | 星期一至五       | 21:00-22:15         | 15                  |
| 22:15-00:15      | 20           |              | 星期一至五       |                     |                     |
| 星期六           | 05:15        | 05:15        | 星期六           | 06:10-10:50         | 20                  |
| 星期六           | 05:35-06:50  | 15           | 星期六           | 10:50-17:35         | 15                  |
| 星期六           | 06:50-08:05  | 10/11        | 星期六           | 17:35-18:35         | 12                  |
| 星期六           | 08:05-16:50  | 15           | 星期六           | 18:35-18:50         | 15                  |
| 星期六           | 16:50-17:50  | 12           | 星期六           | 18:50-19:50         | 20                  |
| 星期六           | 17:50-19:20  | 15           | 星期六           | 19:50-22:35         | 15                  |
| 星期六           | 19:20-21:40  | 20           | 星期六           | 22:35-00:15         | 20                  |
| 星期六           | 21:40-23:20  | 25           |                  |                     |                     |
| 星期日及公眾假期 | 05:35-07:35  | 20           | 星期日及公眾假期 | 06:10-09:50         | 20                  |
| 星期日及公眾假期 | 07:35-21:20  | 15           | 星期日及公眾假期 | 09:50-21:35         | 15                  |
| 星期日及公眾假期 | 21:20-21:40  | 20           | 星期日及公眾假期 | 21:35-22:55         | 20                  |
| 星期日及公眾假期 | 21:40-23:20  | 25           | 星期日及公眾假期 | 23:20、23:45、00:15 | 23:20、23:45、00:15 |

## 車費
全程：$15.8
- 屯門市中心往豐景園或之前：$4.8
- 畢架山花園往九龍城碼頭：$7.1
- 屯門公路轉車站往屯門市中心：$9.2
- 豐景園往屯門市中心：$4.8

| - 本線設有12歲以下小童及65歲或以上長者半價優惠。 - 65歲或以上香港居民使用「樂悠咭」，以及12歲以下合資格殘疾兒童使用「殘疾人士身份」個人八達通繳付車資，均可享有每程$2.0或半價（以較低者為準）的票價優惠；12至64歲合資格殘疾人士使用「殘疾人士身份」個人八達通（包括「樂悠咭」），以及60至64歲香港居民使用「樂悠咭」繳付車資，均可享有每程$2.0或全費（以較低者為準）的票價優惠。 - 65歲或以上長者如使用長者或一般個人八達通繳付車資，則只可享有半價優惠；12至64歲合資格殘疾人士如不使用「殘疾人士身份」個人八達通，以及60至64歲人士如不使用「樂悠咭」繳付車資，必須繳付全費。 - 乘客可以現金或八達通於上車時付款，不設找續。 - 每位成人乘客可免費攜帶最多兩名4歲以下而不佔座位的兒童乘客乘車，超額之4歲以下小童必須繳付小童車費乘車。 - 持有「九巴月票」之乘客在車票有效期內，每日可享最多10程任何九龍巴士及龍運巴士路線（包括本路線，以及聯營路線的九龍巴士／龍運巴士提供的班次；惟乘搭機場「A」及「NA」線則可享原價二七折優惠（不會計算每天10次合資格車程））；而B1線則每日可享最多各2程（不會計算每天10次合資格車程）。 - 九龍巴士、城巴、龍運巴士及陽光巴士全職員工及家屬（不包括外判職員）可免費乘搭本路線，惟必須拍職員或職員家屬八達通。 - 乘客亦可透過多元化電子支付系統（e度嘟）繳付車資，包括使用非接觸式VISA卡、JCB卡、萬事達卡、銀聯卡、美國運通、大來國際、Discover Card、Apple Pay、Google Pay、Samsung Pay、AlipayHK「易乘碼」、支付寶、WeChatHK／微信支付「搭車碼」、銀聯雲閃付「乘車碼」及BOC Pay「乘車碼」。乘客使用此付款方式，使用此支付方式的乘客可享有中途下車之分段收費，以及與其他九巴／龍運獨營路線或聯營線九巴／龍運班次之轉乘優惠，惟不適用於與非九巴／龍運路線之轉乘優惠，亦不能享有「公共交通費用補貼計劃」及「長者及合資格殘疾人士公共交通票價優惠計劃」。 - 帶粗體字者為雙向分段收費，乘客必須使用八達通（九巴月票除外）上車拍卡繳費，並於下車前後於指定巴士站裝設拍卡機確認八達通，方可享有分段收費優惠。 |

### 八達通巴士轉乘計劃
乘客登上本線後150分鐘內以同一張八達通卡轉乘以下路線，或從以下路線登車後150分鐘內以同一張八達通卡轉乘本線，次程可獲$4.2車資折扣優惠：
- 61X往九龍城碼頭 → 2F任何方向、3C往慈雲山、211往翠竹花園、33/214往油塘或290系往將軍澳
- 2F任何方向、3C往中港碼頭、211往黃大仙站、214往長沙灣或33/290系往荃灣西站 → 61X往屯門市中心

## 使用車輛
本線開辦至2016年8月15日由九巴屯門車廠（U）及九龍灣車廠（K）共同派車行走，初期分別以利蘭勝利二型（G）和丹尼士喝采型（N）提供服務。為提高載客量，九龍灣車廠隨即改派丹尼士統治者巴士（DM）取代舊有車款。在客量沒有明顯增長的情況下，派車一直維持至1994年中。當時，兩廠引入簇新的丹尼士巨龍11米（S3N）至本線，卻因九龍城碼頭巴士總站的泊位不足以讓這種長度的巴士通過，行駛了一段相當短的時間，祇剩2輛（S3N324/FZ7937、S3N342/FZ7574）獲保留，其餘用車為利蘭奧林比安9.5米（BL）、都城嘉慕9.7米（M）和九龍灣車廠的丹尼士統治者巴士。當時，獲准留在本線的丹尼士巨龍11米巴士，到達九龍城碼頭後祇能停泊在空間較大的6F線（現6C線）泊位，無論對車務運作或候車乘客均構成不便，最終需待總站改善工程完成後，即屯門公路實施巴士專線的同一年，亦適逢香港巴士空調化趨勢降臨，本線除再度使用同一批次的丹尼士巨龍11米及九龍灣車廠引進最新型號的富豪奧林比安11米（S3V）等非空調巴士外，還加派了空調巴士投入服務行列，使得整體載客量、舒適度和行車速度也大為改善。
隨着空調巴士服務漸受乘客歡迎，本線在1990年代後期，進一步加強空調服務，換入高載客量的丹尼士巨龍11米（AD）、富豪奧林比安11米（AV）等空調巴士。2002年10月起，本線提升為全線空調服務，非空調用車的空缺由上述空調用車補上。直至2004年，增設低地台巴士服務，採用了原服務於60X線的猛獅24.310 12米（AMN）空調巴士。數年間，個別用車先後以丹尼士三叉戟12米（ATR）、富豪超級奧林比安12米（3ASV）、猛獅24.310 12米、富豪奧林比安11米、丹尼士巨龍11米等替換。例如：2009年11月29日曾因應用車調動，換入1輛披上亞歷山大車身的丹尼士三叉戟三型（ATR101/NG6783），把1輛猛獅24.310（AMN8/JM3221）換到259D線；另外，同日因52X線延長至旺角（柏景灣），行駛於彌敦道的巴士需採用符合環保標準的引擎，故本線2輛配備歐盟II期引擎的富豪奧林比安11米（AV373/HN7542、AV436/HT1292）被派往52X線行走，換入了2輛配備歐盟I型引擎的同款巴士（AV148/GY2825、AV151/GY4088）。
在2004年6月，此路線首次加入低地台服務，屯門車廠（U）派出原本行走60X線的猛獅24.310 12米（AMN3、4、6、9、10及11），而九龍灣車廠（K）派出原本行走7號線的一輛富豪超級奧林比安12米（3ASV192）；同年11月，九龍灣車廠（K）改以丹尼士三叉戟12米（ATR17／HW3472）取代，並在2011年加入原本來自龍運巴士的同款巴士行走。 
2012年，此線曾兩度加入富豪B9TL12米（AVBW）以及斯堪尼亞K310UD 12米（ASU）行走，但後快便回復原有派車。同時，因應丹尼士巨龍年齡漸高，將所有非低地台用車統一為富豪奧林比安。2013年末，所有富豪奧林比安全部被取代，實現全線低地台化。 
因應此線其中一個字軌所柯打的52X線需行經低排放區，2015年末加入來自259D線的Enviro500 MMC 12米樣辦車（ATENU135／SH2747）行走，至2016年初改用配置SCR設備的丹尼士三叉戟（ATR333／KV7167）行走。2016年3月曾一度加入來自968線的Enviro500 MMC 12米（ATENU21／SB5197）行走。2016年4月重新加入來自269D線一部已配置SCR設備的丹尼士三叉戟（ATR269／JT647）行走，2016年8月再度加入來自60X線的Enviro500 MMC 12米（ATENU178／SJ6871）行走。 
2016年5月至6月間，部分來自258D線的丹尼士三叉戟換入本線，從而令猛獅24.310正式全面撤出往返九龍區的路線。雖然如此，但是部分猛獅24.310不時會以「特見」形式行走本線。
2016年8月15日，本路線改為屯門車廠派車行走。同年11月起加入猛獅A95（AMNE、AMNF）行走。 
2019年5月中，因265B加入大量富豪B8L（V6B) ，所以265B旗下的掛牌車E500MMC facelift(城市脈搏版本)其中包括（ATENU1317/VF544) 裝有白色電子路線顯示屏幕，調往此線 (現己調往60X)。所以本線全數的猛獅A95（AMNE、AMNF）隨即調往66M行走。 
2019年9月，此線蛇車字軌統一改派富豪B8L12米（V6B）行走。
現時本線使用2輛亞歷山大丹尼士Enviro 500 MMC 12米（ATENU）及12輛富豪B8L（9輛12米V6B、3輛12.8米V6X），由屯門車廠及九龍灣車廠共同派車。
| 車隊編號  | 車牌   |
| --------- | ------ |
| ATENU1326 | VG6020 |
| ATENU1387 | VK2916 |
| V6B53     | WF 653 |
| V6B56     | WF1602 |
| V6B59     | WF2739 |
| V6B61     | WF2864 |
| V6B64     | WF3494 |
| V6B73     | WF6025 |
| V6B76     | WF7096 |
| V6B94     | WG7577 |
| V6B98     | WG8535 |
| V6X89     | XG7951 |
| V6X92     | XG7986 |

## 行車路線
屯門市中心開經：屯門鄉事會路、海珠路、海皇路、皇珠路、屯門公路、屯門公路巴士轉乘站、屯門公路、青朗公路（汀九橋）、青衣西北交匯處、長青公路、長青隧道、青葵公路、呈祥道、龍翔道、大磡道、龍蟠街、鳳德道、蒲崗村道、彩虹道、太子道東、太子道西、馬頭涌道、木廠街、土瓜灣道及新碼頭街。
九龍城碼頭開經：新碼頭街、土瓜灣道、馬頭角道、馬頭涌道、太子道西、太子道東、彩虹道、龍翔道、呈祥道、青葵公路、長青隧道、長青公路、青衣西北交匯處、青朗公路（汀九橋）、屯門公路、皇珠路、海皇路、海珠路、屯門鄉事會路、屯興路、屯喜路及屯匯街。

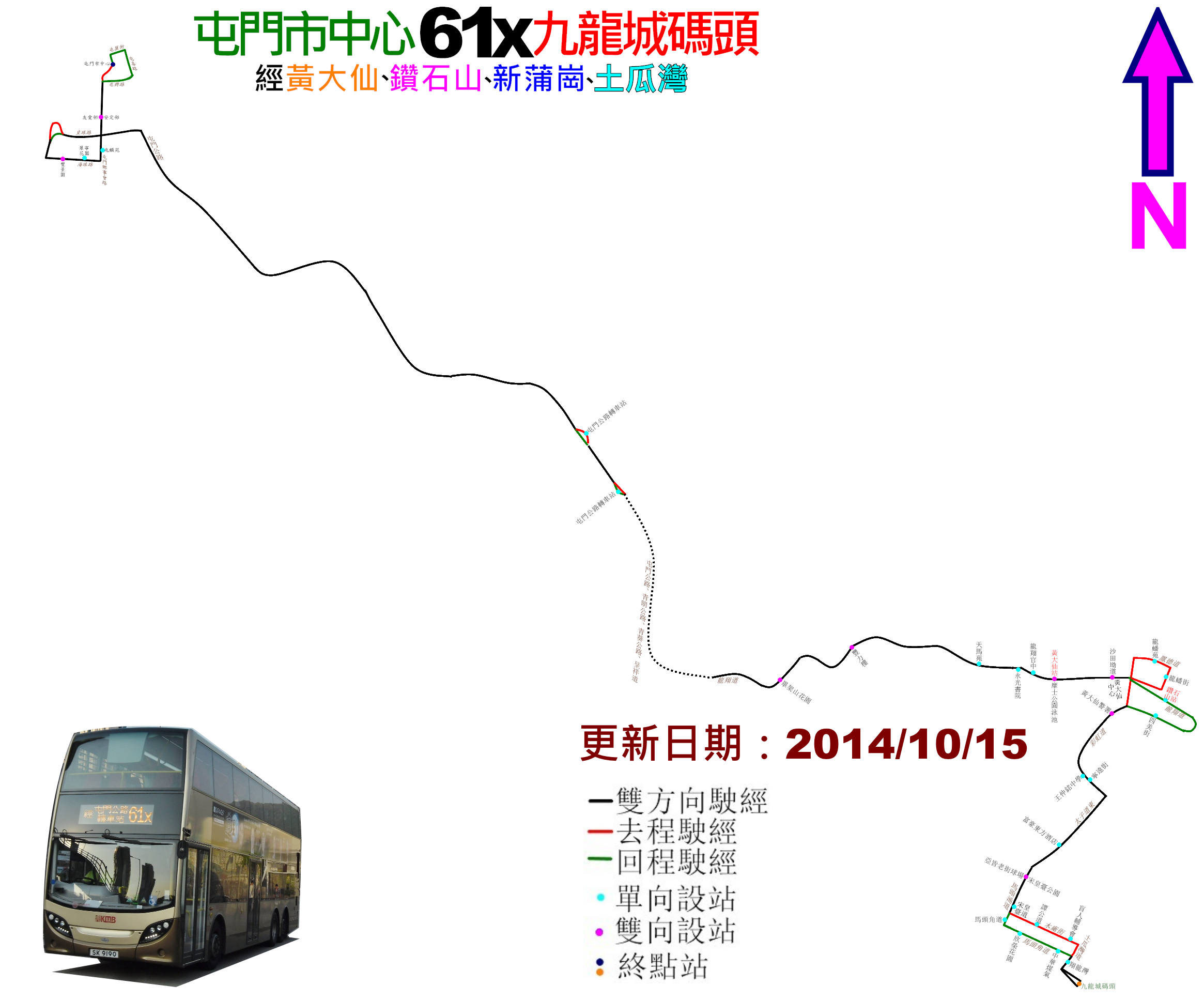
本線的走線圖

具體停站請參考資訊框

## 客量
本線是唯一一條連接屯門及土瓜灣、九龍城的全日路線，加上定線直接，因此客量不俗，但在屯門區只途經安友和市中心。屯門公路轉車站啟用後，本線覆蓋範圍通過轉乘計劃而有所擴闊，客量見增長。即使屯馬綫全綫通車，但其須繞經元朗、尖東及紅磡等地，走線及車程仍不及本線直接，因此客量也不受影響。

## 外部連結
- 九巴61X線官方網站路線資料 （页面存档备份，存于）